# 明日への風
「明日への風」（あしたへのかぜ）は、日本のロックミュージシャンである柳ジョージが、1989年2月25日にワーナー・パイオニア / Atlantic Recordからリリースした11枚目のシングルである。

## 解説
同年に発売されたアルバム『WANDERER』の先行シングル。
表題曲の「明日への風」は、松竹配給のアニメ映画『ヴイナス戦記』のエンディングテーマに使用され、柳自身初となるアニメソングを担当した楽曲である。
カップリング曲の「サテン・ドール」は、長らくアルバム未収録だったが、2017年にアルバム『WANDERER』のSHM-CD盤がリリースした際に、ボーナス・トラックとして初収録された。

## 収録曲
| 全作詞: 平野肇、全編曲: 平野孝幸。 |                    |           |            |      |
| #                                  | タイトル           | 作詞      | 作曲       | 時間 |
| 1.                                 | 「明日への風」     | 平野肇    | 大田黒裕司 | 5:30 |
| 2.                                 | 「サテン・ドール」 | 平野肇    | 斉藤恵     | 3:42 |
| 合計時間:                          | 合計時間:          | 合計時間: | 9:12       |      |